# Большой Бостонский тоннель
Большой бостонский тоннель (англ. Central Artery/Third Harbor Tunnel Project; также известен, как Big Dig — Большая траншея) — 8-полосная магистраль, один из самых дорогих проектов в истории строительства США, включающий строительство ряда развязок и подводного тоннеля длиной 5,6 км.
Общий бюджет проекта составил более 14,6 млрд долларов. Издержки и расходы в среднем составляли 3 млн долларов в день. При строительстве было использовано более 150 подъемных кранов. Общее количество задействованного персонала насчитывает более 5000 человек. Объём вывозимого грунта составлял в среднем 1200 грузовиков в день.
В результате строительства уровень угарного газа снизился на 12%, улучшилась экологическая обстановка в городе.

## Строительство
Проект тоннеля был разработан в середине XX века в ответ на пробки на исторически запутанных улицах Бостона, которые были проложены за столетия до появления автомобиля. Проектированием и строительством руководило совместное предприятие Bechtel Corporation и Parsons Brinckerhoff (англ.). Из-за огромного размера проекта — слишком большого для любой компании, чтобы браться за него в одиночку — проектирование и строительство Big Dig было разбито на десятки более мелких подпроектов с четко выверенными задачами между подрядчиками: Jay Cashman (англ.), Modern Continental (англ.), Obayashi Corporation (англ.), Perini Corporation (англ.), Peter Kiewit Sons' Incorporated (англ.), J. F. White (англ.) и американским подразделением Slattery Skanska. Была построена автострада — главная артерия города. Выселили множество людей, дома которых впоследствии снесли. Место под автострадой так и осталось незадействованным. После 16 лет ожидания финансирования от Конгресса, строительство началось. Когда началось строительство, стоимость проекта, включая переправу через реку Чарльз, оценивалась в $5,8 млрд. Первая часть строительства была закончена 15 декабря 1995 года с открытием тоннеля Теда Вильямса. Возможный перерасход средств был настолько высок, что председатель Массачусетского управления Тернпайк Джеймс Керасиотес был уволен в 2000 году. Его преемник должен был взять на себя обязательство по ограничению федеральных взносов в размере 8,55 миллиарда долларов. Общие расходы в конечном итоге превысили 15 миллиардов долларов. Проценты довели эту стоимость до $21,93 млрд.
Следующий этап, перемещение подземной автомагистрали Interstate 93, был завершён с постройкой северной полосы, открытой 29 марта 2003 года, и южной полосы, открытой 20 декабря 2003 года.
К концу декабря 2004 года 95 % бостонского тоннеля было завершено. Основные строительные работы остались на поверхности, включая строительство окончательных конфигураций пандусов в Норт-Энде и на развязке Саут-Бэй, а также реконструкцию поверхностных улиц.
Последний пандус в центре города — выезд 16A (ранее 20B) с I-93 на юг до Олбани-стрит — открылся 13 января 2006 года.